# Безпека
Безпе́ка  –  це такі умови, в яких знаходиться об'єкт (складна система, процес тощо)  коли дія зовнішніх і внутрішніх чинників не призводить до процесів, що вважаються негативними по відношенню до даної складної системи у відповідності до існуючих, на даному етапі, потреб, знань та уявлень. Або простіше  - це такі умови, в яких перебуває складна система, коли дія зовнішніх та внутрішніх чинників, не призводить до явищ, що вважаються небезпечними.http://visnyk-sport.kpnu.edu.ua/article/view/29969/26697
Інакше — безпека, це стан "відсутності явної загрози", стан захищеності від шкоди чи іншої можливої небезпеки.  Безпека також, може означати усунення визнаних (відомих людству) загроз, для досягнення прийнятного рівня ризику. Тобто гарантувати безпеку неможливо, але можна надати\створити певний рівень безпеки.

## Види безпеки
- Безпека людини — такий стан, коли дія зовнішніх і внутрішніх факторів не призводить до її смерті, погіршення діяльності та розвитку організму, свідомості, психіки й людини загалом, і не перешкоджає досягненню певних бажаних для людини  цілей.
- Національна безпека — захищеність життєво важливих інтересів людини і громадянина, суспільства і держави, коли забезпечуються сталий розвиток суспільства, своєчасне виявлення, запобігання і усунення наявних і ймовірних загроз національним інтересам. Складовими національної безпеки є:
  - Державна безпека,
  - Політична безпека,
  - Економічна безпека,
  - Воєнна безпека,
  - Технологічна безпека,
  - Екологічна безпека,
  - Гуманітарна безпека,
  - Демографічна безпека,
  - Інформаційна безпека,
  - Банківська безпека,
  - Інвестиційна безпека,
  - Продовольча безпека,
  - Енергетична безпека та інші.

- Безпека життєдіяльності — спрямована на захист здоров'я і життя людини та середовища її проживання від небезпек. Складовими безпеки життєдіяльності є:
  - Безпека праці,
  - Безпека військової служби,
  - Громадська безпека тощо.

- Безпека конкретних видів діяльності (виробнича), як то:
  - Ядерна безпека,
  - Гірнича безпека,
  - Віброакустична безпека,
  - Безпека харчових продуктів.

- Безпека споруд і об'єктів — властивість споруди не створювати загрозу для життя, здоров'я та інтересів людини:
  - Техногенна безпека,
  - Пожежна безпека,
  - Радіаційна безпека тощо.

- Безпека особиста
- Безпека побутова